# St. Peter und Paul (Scharrel)

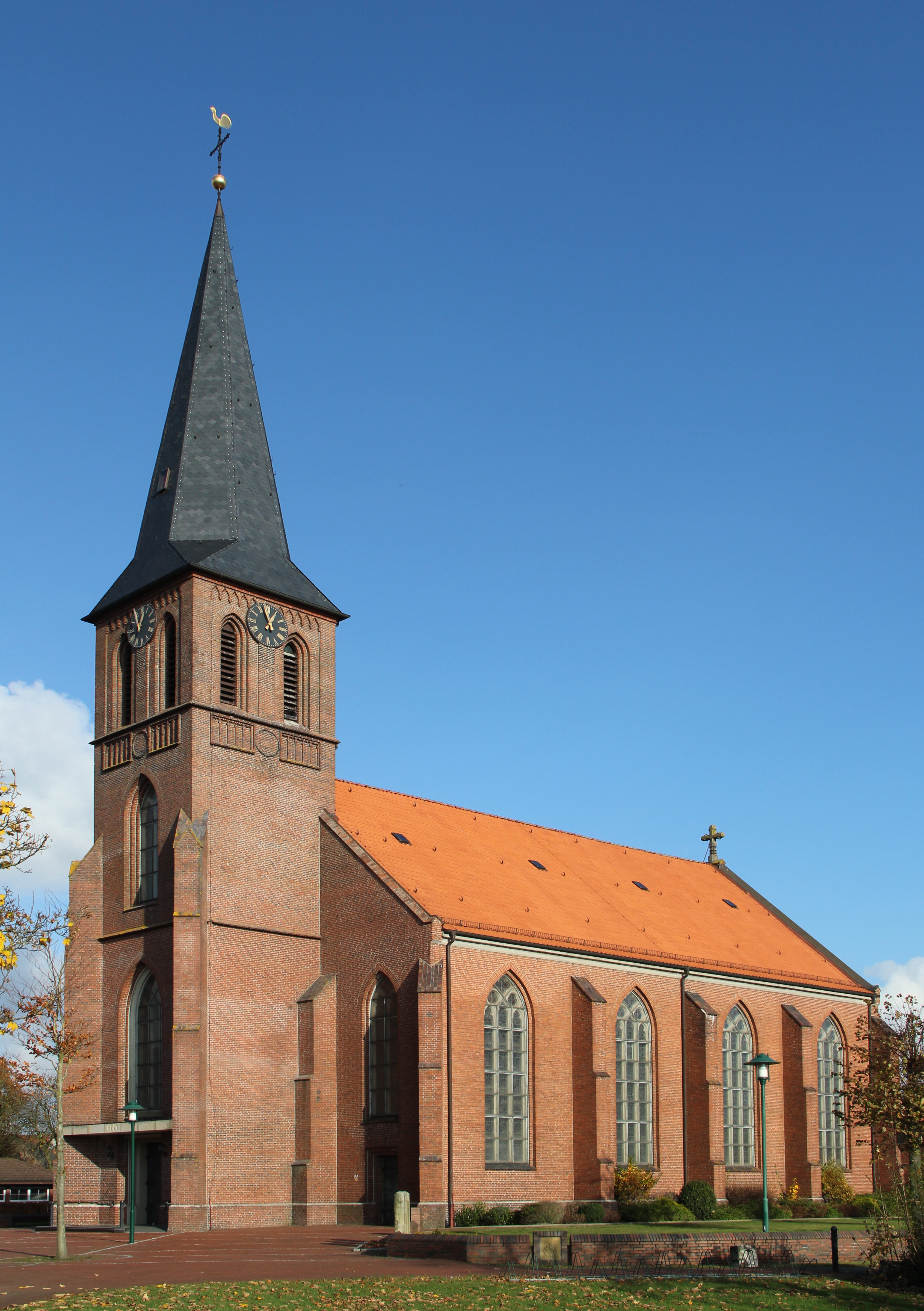
Ansicht von Südwesten

St. Peter und Paul in Scharrel, Gemeinde Saterland, ist eine Filialkirche der katholischen Kirchengemeinde St. Jakobus, Saterland, die dem Dekanat Friesoythe des Bistums Münster angehört.

## Geschichte
Über den Vorgängerbau ist nur bekannt, dass er sich bereits in den 1650er Jahren in einem schlechten Zustand befand.  Die jetzige Kirche wurde von 1858 bis 1860 nach Plänen des Architekten Johann Bernhard Hensen erbaut. Die Kirchweihe erfolgte 1860. 1869 wurde der Turmhelm herabgeweht, 1885 wurde er restauriert.

## Beschreibung

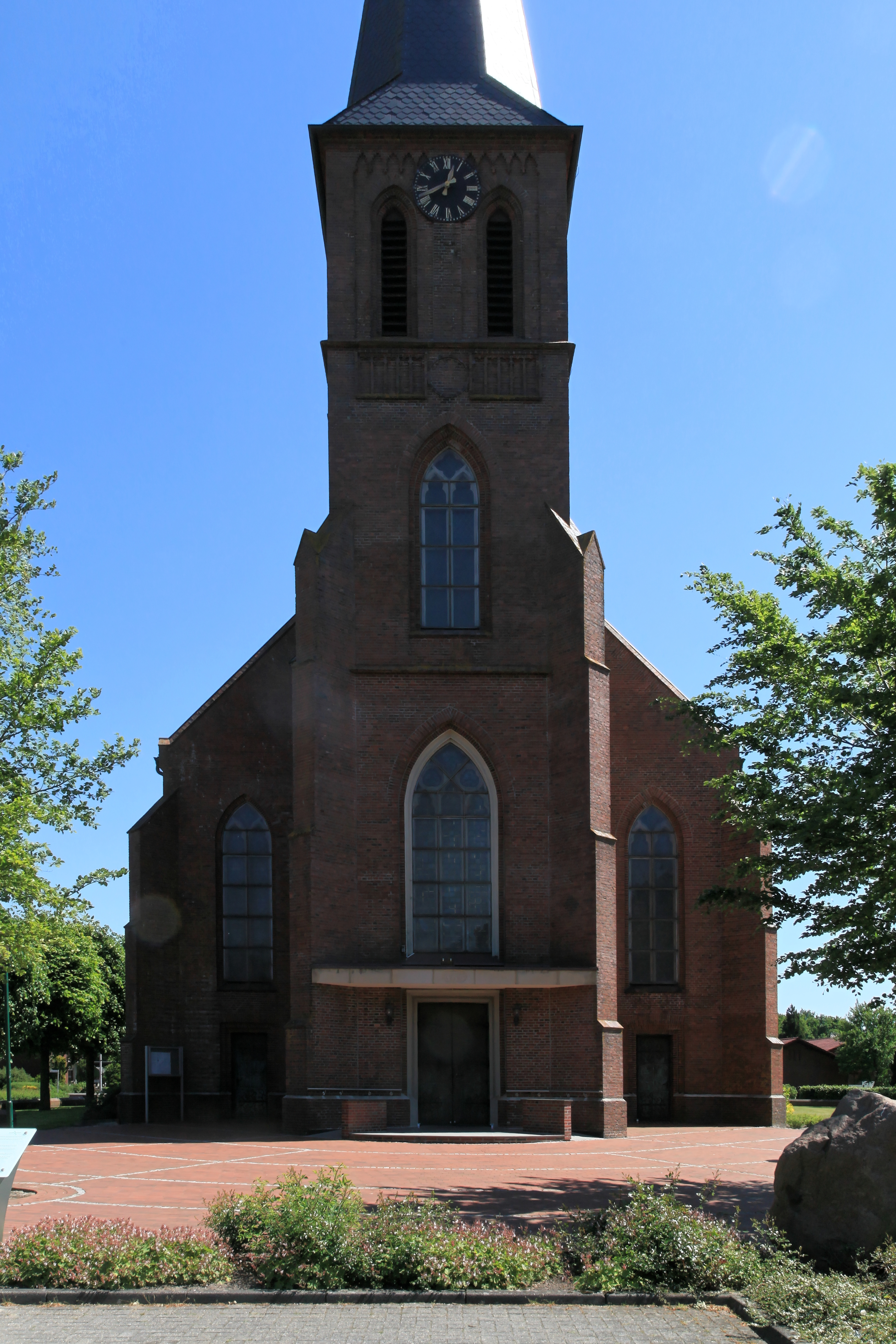
Ansicht von Westen

Die neugotische Hallenkirche aus rotem Backstein hat ein vierjochiges Langhaus, das durch kantonierte Pfeiler gegliedert ist, und einen vorgestellten Westturm. Der Chor hat einen Fünfachtelschluss.

## Ausstattung
Hochaltar und Kreuzweg stammen aus der Bauzeit der neuen Kirche, der Taufstein aus dem Jahr 1894 und die Seitenaltäre aus dem Anfang des 20. Jahrhunderts. Älter als das Kirchengebäude sind die Pietà und zwei Kronleuchter aus Messing aus dem 17. Jahrhundert.

### Orgel

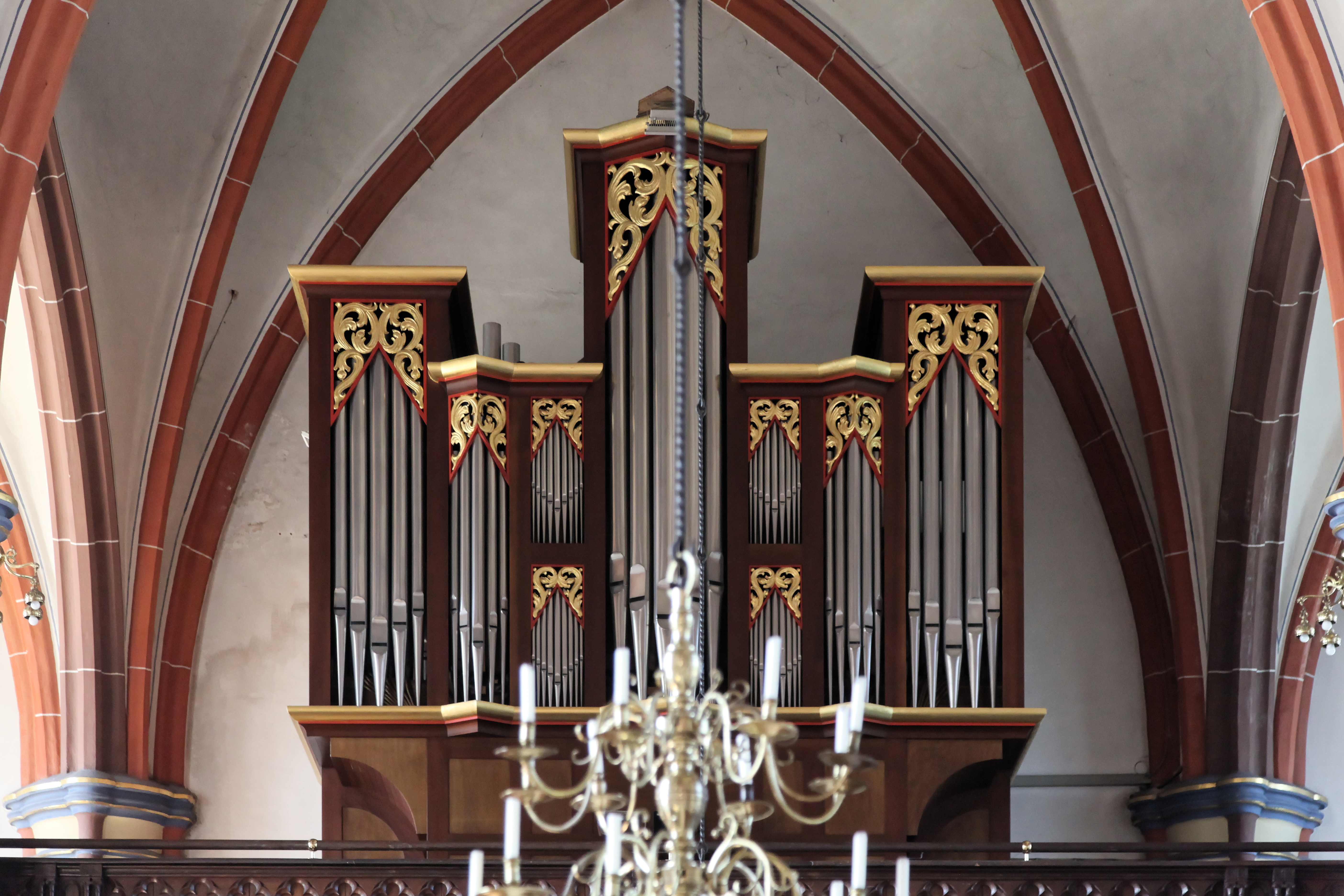
Blick auf die Orgel

Die heutige Orgel wurde 1980 von Orgelbau Alfred Führer (Wilhelmshaven) erbaut. In diesem Instrument wurden Windladen und Pfeifenmaterial der Vorgänger-Orgel wiederverwendet, die 1864 von dem Orgelbauer B. Kröger & Söhne (Goldenstedt) mit 18 Registern auf zwei Manualen und Pedal erbaut worden war. Dieses Instrument wurde 1922 im Turmraum aufgestellt; dabei ging wohl das ursprüngliche Gehäuse von 1864 verloren. Das Schleifladen-Instrument hat 18 Register auf zwei Manualwerken und Pedal.
| I Hauptwerk C–f3 |           |        |
| 01.              | Bordun    | 16′    |
| 02.              | Prinzipal | 08′    |
| 03.              | Gedackt   | 08′    |
| 04.              | Gamba     | 08′    |
| 05.              | Oktave    | 04′    |
| 06.              | Quinte 0  | 02 ⁄3′ |
| 07.              | Oktave    | 02′    |
| 08.              | Mixtur IV |        |
| 09.              | Trompete  | 08′    |

| II Nebenwerk C–f3 |                  |      |
| 10.               | Geigenprincipal  | 08′  |
| 11.               | Salicional       | 08′  |
| 12.               | Lieblich Gedackt | 08 ′ |
| 13.               | Dolceflöte       | 04′  |
| 14.               | Flautino         | 02′  |

| Pedal C–f1 |           |     |
| 15.        | Subbass   | 16′ |
| 16.        | Oktavbass | 08′ |
| 17.        | Oktave    | 04′ |
| 18.        | Posaune   | 16′ |

- Koppeln: II/I, I/P, II/P